# NGC 2362

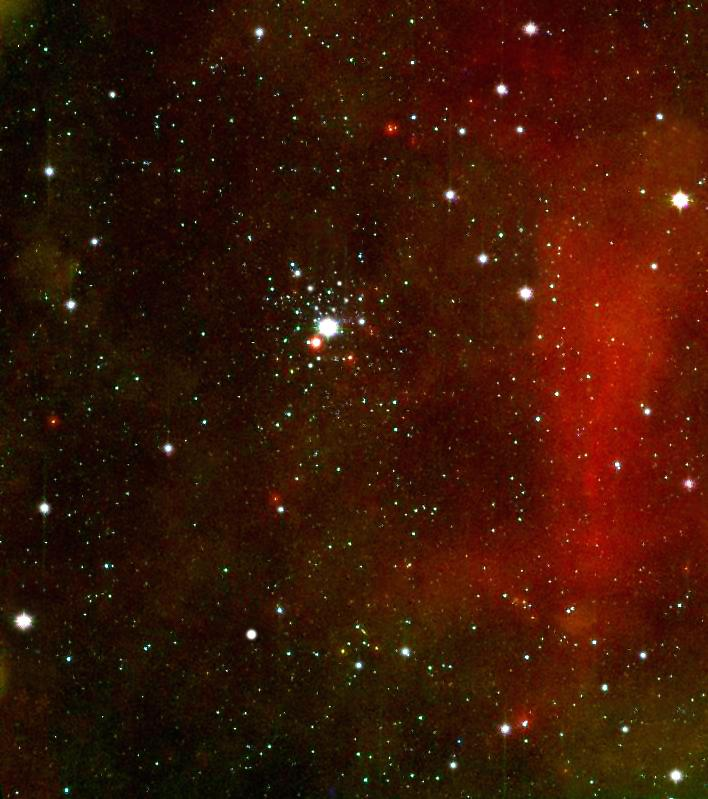
NGC 2362 capté par le télescope spatial Spitzer.

NGC 2362 (Caldwell 64) est un très jeune amas ouvert, situé dans la constellation du Grand Chien. Il a été découvert par l'astronome sicilien Giovanni Battista Hodierna avant 1654. William Herschel a aussi observé cet amas le 4 mars 1783.
NGC 2362 est à environ 1 389 pc (∼4 530 al) du système solaire et les dernières estimations donnent un âge de 8,2 millions d'années. La taille apparente de l'amas est de 6 minutes d'arc, ce qui, compte tenu de la distance, donne une taille réelle maximale d'environ 7,9 années-lumière. L'amas est centré sur l'étoile Tau Canis Majoris et c'est pour cette raison qu'on lui donne parfois le nom d'amas de Tau Canis Majoris. NGC 2362 est en relation physique avec la nébuleuse géante Sh2-310 qui est à la même distance de nous. Selon une étude publiée en 2009, la masse de l'amas serait d'environ 500{\displaystyle M_{\odot }}.
Selon la classification des amas ouverts de Robert Trumpler, cet amas renferme moins de 50 étoiles (lettre p) dont la concentration est forte (I) et dont les magnitudes se répartissent sur un grand intervalle (le chiffre 3).